# Allocosa testacea
Allocosa testacea là một loài nhện trong họ wolfspinnen (Lycosidae).
Loài này thuộc chi Allocosa. Allocosa testacea được Carl Friedrich Roewer miêu tả năm 1959.